# Goniapteryx tullia
Goniapteryx tullia är en fjärilsart som beskrevs av Perty 1833. Goniapteryx tullia ingår i släktet Goniapteryx och familjen nattflyn. Inga underarter finns listade i Catalogue of Life.